# Tatsumi Kimishima
Tatsumi Kimishima  (jap. 君島 達己 Kimishima Tatsumi; * 21. April 1950 in Tokio) ist ein japanischer Manager. Nach dem Tode Satoru Iwatas fungierte er von 2015 bis 2018 als fünfter Präsident des Videospiel-Herstellers Nintendo. Zuvor war er dort als Personalchef und Präsident des Geschäftsbereiches Nintendo of America aktiv.

## Leben
Kimishima ist verheiratet und hat zwei erwachsene Töchter. Sein rechtswissenschaftliches Studium schloss Kimishima an der Hitotsubashi-Universität ab. In den Jahren 1973 bis 2000 war Kimishima für die Sanwa Bank of Japan tätig, ehe er im Dezember 2000 als Finanzvorstand der Pokémon Company, einem Teilunternehmen von Nintendo, eingestellt wurde. Nach der Ernennung zum Präsidenten von Nintendo of America im Jahr 2002 ging Kimishima 2013 zurück nach Japan und fungierte im Nintendo-Firmensitz in Kyōto als Personalchef. Nach dem unerwarteten Tod seines Vorgängers Satoru Iwata in Folge eines Gallengangskarzinoms wurde er am 16. September 2015 zum Nintendo-Präsidenten und -CEO (jap. 代表取締役社長 Daihyō Torishimariyaku Shachō) ernannt. Am 28. Juni 2018 ging Kimishima in den Ruhestand und gab das Amt des Präsidenten an Shuntarō Furukawa ab.